# Theodosius Harnack

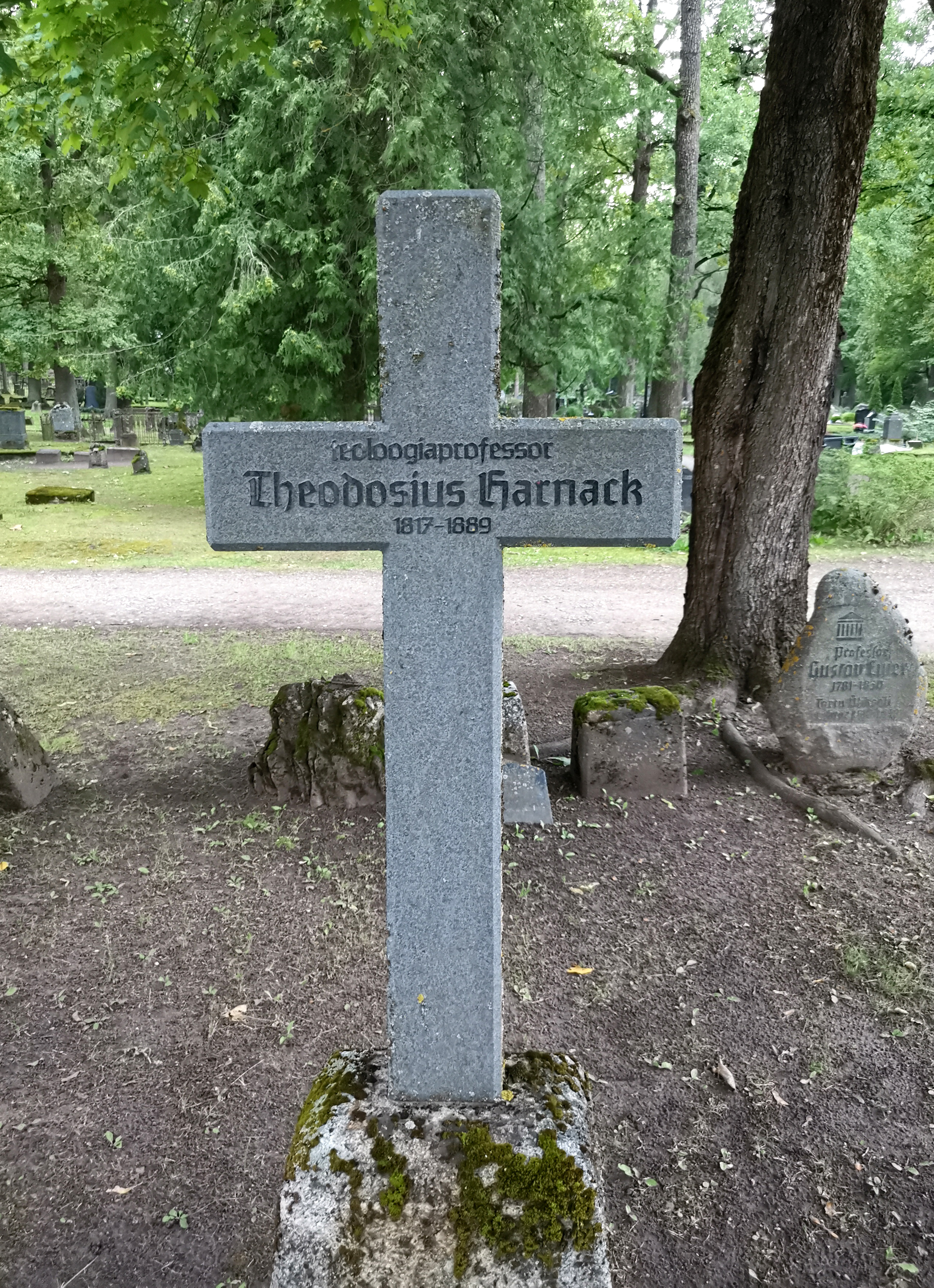
Grab auf dem Friedhof Tartu (Raadi kalmistu)

Theodosius Andreas Harnack (* 22. Dezember 1816jul. / 3. Januar 1817greg. in Sankt Petersburg; † 11. Septemberjul. / 23. September 1889greg. in Dorpat, Estland, damals Gouvernement Livland des Russischen Reiches) war ein deutsch-baltischer evangelisch-lutherischer Theologe und Hochschullehrer.

## Leben
Er stammte aus einer deutsch-baltischen Pastorenfamilie, die bereits seit dem späten 17. Jahrhundert nachweisbar ist. So war ein Nicolaus Friedrich Harnack von 1724 bis 1743 lutherischer Pastor in Smilten. Theodosius Harnack selbst wurde allerdings als Sohn eines Schneidermeisters geboren, der ihn in der Tradition der Herrnhuter Frömmigkeit prägte.
Theodosius Harnack studierte von 1834 bis 1837 an der Kaiserlichen Universität Dorpat, vor allem bei Karl Christian Ulmann und Friedrich Busch. Nach einer Hauslehrertätigkeit von 1840 bis 1842 setzte er seine Studien in Berlin, Bonn und Erlangen fort. Unter anderem saß er unter dem Katheder von Ernst Wilhelm Hengstenberg, Philipp Konrad Marheineke, Carl Immanuel Nitzsch, Adolf Harleß, Johann von Hofmann und Johann Wilhelm Friedrich Höfling.
1843 wurde der promovierte Theologe Privatdozent für Kirchengeschichte und Homiletik in Dorpat und war dort ab 1847 Universitätsprediger. 1848 wurde er zum ordentlichen Professor zunächst der Praktischen, später der Systematischen Theologie ernannt. Seine theologische Prägung hatte sich hin zum Luthertum gewandelt; er wurde ein bedeutender  Luther-Forscher und wurde durch seine Arbeit über Luthers Theologie, in der er die lutherische Freikirche als Verwirklichung des lutherischen Kirchenverständnisses forderte, bekannt.
Ab 1853 lehrte er in Erlangen. Von 1866 bis 1875 war er wieder Professor in Dorpat, wo er auch als Rektor wirkte.
Schon mit 59 Jahren musste er aus gesundheitlichen Gründen sein akademisches Lehramt aufgeben und kehrte in seine baltische Heimat zurück, wo er den Ertrag seiner Theologie in Monografien niederlegte: Theologie Luthers (1886) und Praktische Theologie (1877/78).
Harnacks späte Jahre wurden durch den Streit mit seinem hochbegabten Sohn Adolf, dem späteren Großordinarius in Berlin, liberalen Kirchenhistoriker und Universitätstheologen in der Folge Schleiermachers nachhaltig getrübt.
Seine erste Frau war Marie Harnack (Tochter von Gustav von Ewers), die schon sehr früh starb (* 22. Mai 1828; † 23. November 1857). Er war der Vater von Anna Harnack (1849–1868), Adolf von Harnack, Axel Harnack, Erich Harnack und Otto Harnack. Theodosius Harnack war ein Großvater des Regisseurs Falk Harnack.
Am 17. Mai 1864 heiratete Theodosius Harnack Helene Baronesse von Maydell (1834–1923), eine Cousine seiner ersten Frau, in Eisenach. Diese Ehe blieb kinderlos.

## Veröffentlichungen (Auswahl)
- Die Idee der Predigt entwickelt aus dem Wesen des protestantischen Cultus. 1844.
- Die Grundbekenntnisse der evangelisch-lutherischen Kirche. 1845.
- Zwölf Predigten. 1848.
- Der christliche Gemeindegottesdienst im apostolischen und altkatholischen Zeitalter. 1854.
- Der Kleine Katechismus M. Luthers in seiner Urgestalt kritisch untersucht und herausgegeben. 1856.
- Die lutherischen Kirche Livlands und die Herrnhuter Brüdergemeine. 1860.
- Die Kirche, ihr Amt, ihr Regiment. 1862.
- Luthers Theologie mit besonderer Beziehung auf seine Versöhnungs- und Erlösungslehre. I, 1862; II, 1886.
- Theologisches Gutachten über das Corpus der Synodal-Beschlüsse der evangelisch-lutherischen Kirche in Preußen. 1863.
- Die freie lutherische Volkskirche. 1870.
- Liturgische Formulare zur Vervollständigung und Revision der Agende für die evangelische Kirche in Rußland. 1872–74.
- Praktische Theologie. 2 Bde., 1877/78.
- Katechetik und Erklärung des Kleinen Katechismus Luthers. Zwei Bände, 1882.
- Über den Kanon und die Inspiration. 1885.